# Myslim Murrizi
Myslim Nafiz Murrizi (ur. 14 kwietnia 1968 w Divjakë) – albański prawnik, deputowany do Zgromadzenia Albanii z ramienia Demokratycznej Partii Albanii.

## Życiorys
Przewodził oddziałowi Demokratycznej Partii Albanii w Lushnji. Z jej ramienia w wyniku wyborów parlamentarnych w 2017 roku uzyskał mandat deputowanego do Zgromadzenia Albanii.
Dnia 19 października 2020 roku wraz z Albanem Zenelim, Halitem Valterim i Arlindem Çaçanim zarejestrował partię Albański Ruch Demokratyczny (alb. Lëvizja Demokratike Shqiptare).